# Cầu Thái Hà
Cầu Thái Hà là một cây cầu bắc qua sông Hồng, nối liền hai tỉnh Thái Bình và Hà Nam, Việt Nam.
Cầu nằm trên tuyến đường kết nối từ đường cao tốc Hà Nội – Hải Phòng đến đường cao tốc Cầu Giẽ – Ninh Bình. Đầu cầu phía đông thuộc xã Tiến Đức, huyện Hưng Hà, tỉnh Thái Bình, còn đầu cầu phía tây thuộc xã Bắc Lý, tỉnh Ninh Bình. Tên cầu được ghép từ hai từ đầu tên của hai tỉnh Thái Bình và Hà Nam.
Dự án có tổng mức đầu tư hơn 1.700 tỷ đồng, được đầu tư theo hình thức BOT.
Cầu có kết cấu bằng bê tông cốt thép và bê tông cốt thép dự ứng lực. Chiều dài cầu là 2.159,1 m, gồm 46 nhịp, chiều rộng là 12 m, vận tốc thiết kế là 100 km/h. Chiều dài toàn tuyến là khoảng 6,2 km, trong đó cầu dài khoảng 2,1 km, đoạn đường dẫn phía Hưng Yên 2,1 km. Điểm đầu tại Km 24+950 giao cắt với QL 39. Kết cấu nhịp chính được thiết kế dầm hộp liên tục bằng bê tông cốt thép dự ứng lực thi công theo phương pháp đúc hẫng cân bằng, kết cấu nhịp dẫn dùng dầm Super-T. Điểm cuối tuyến ở phía Hà Nam (tại Km31+115,77) giáp nối với đường dẫn cầu Thái Hà (Km1+028,01) nằm tại xã Bắc Lý, huyện Lý Nhân.
Sáng 16/10/2010, tại xã Tiến Đức (Hưng Hà), UBND tỉnh Thái Bình và UBND tỉnh Hà Nam tổ chức lễ động thổ xây dựng cầu Thái Hà.
Công trình được khởi công vào ngày 17 tháng 10 năm 2014 và thông xe kỹ thuật vào tháng 11 năm 2016.